# خربزه گایا
خربزه شبح که با نام‌های خربزه گلوله برفی، خربزه دینو، خربزه تخم مرغی نیز شناخته می‌شود، خربزه‌ای کوچک تا متوسط است که در ابتدا در ژاپن و کره توسعه یافته و اکنون در چین، مکزیک، جنوب کالیفرنیا و آمریکای جنوبی رشد می‌کند.

## شرح
پوست آن بسیار نازک و به رنگ عاج با رگه‌های سبز و میوه داخلی آن سفید است. شکل آن گرد و ممکن است کمی کشیده باشند. گوشت داخلی آن به سمت مرکز آبدار و نرم است اما به سمت پوست تردی بیشتری دارد. مزه این میوه طعمی ملایم و شیرین با نت‌های گلی دارد. بهتر است در دمای اتاق نگهداری شود و خربزه‌های بریده شده تا ۵ روز در یخچال به خوبی می‌مانند.

## دسترسی
از اواخر بهار تا اوایل تابستان در دسترس است و در بازارهای کشاورزان مختلف و بازارهای آسیایی در کالیفرنیا موجود است و به دلیل رنگ‌بندی منحصر به فردش مورد توجه خریداران قرار گرفته‌است. همچنین در سوپرمارکت‌های استرالیا و سایر کشورها موجود است.